# Lista de campeões norte-americanos do NXT

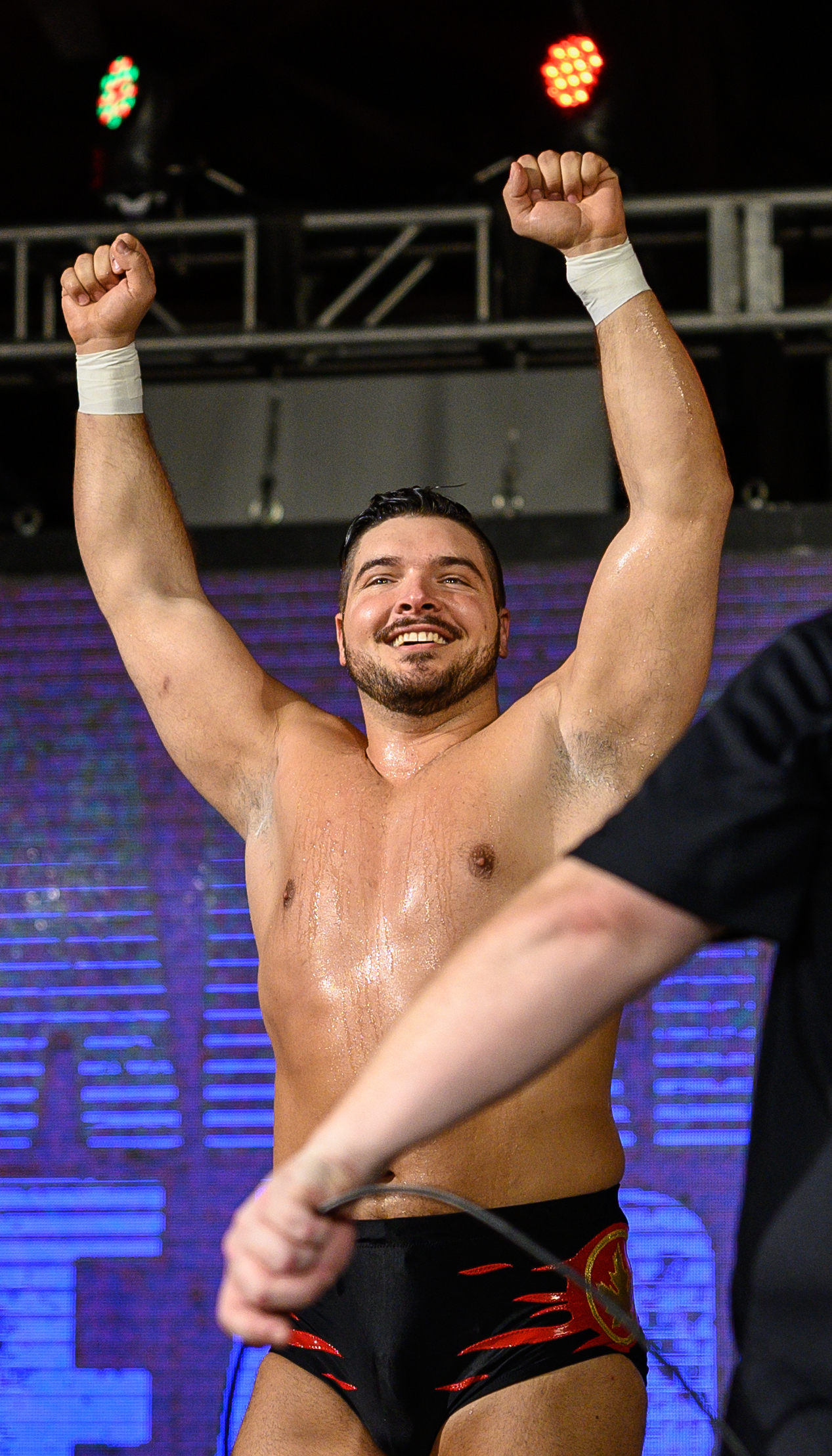
Atual campeão, Ethan Page.

NXT North American Championship (em português: Campeonato Norte Americano do NXT) é um campeonato de luta profissional criado e promovido pela promoção americana WWE. É defendido como o campeonato masculino secundário da marca em desenvolvimento NXT. Ethan Page é o atual campeão em seu primeiro reinado. Ele conquistou o título ao derrotar Ricky Saints no episódio de 27 de maio de 2025 do NXT.
Até 27 de julho 2025, foram 26 reinados entre 22 campeões e duas ocasiões em que o título que ficou vago. O campeão inaugural foi Adam Cole. Johnny Gargano tem o maior número de reinados, com três. O reinado único de Oba Femi é o mais longo com 273 dias, enquanto o reinado único de Trick Williams é o reinado mais curto com 3 dias. Carmelo Hayes tem o reinado combinado mais longo, com 273 dias em seus dois reinados. Velveteen Dream é o campeão mais jovem, conquistando o título aos 23 anos, enquanto Shawn Spears é o mais velho, conquistando o título aos 44.

## Reinados
| No.         | Ordem de reinados na história                     |
| Reinado     | O número de reinados de cada lutador              |
| Dias        | Número de dias retidos                            |
| Dias recon. | Número de dias retidos reconhecidos pela promoção |
| +           | Indica o reinado atual.                           |

| No.      | Campeão                  | Mudança de Campeonato  | Mudança de Campeonato                  | Mudança de Campeonato | Estatísticas do Reinado | Estatísticas do Reinado | Estatísticas do Reinado | Notas | Ref.          |
| No.      | Campeão                  | Data                   | Evento                                 | Localização           | Reinado                 | Dias                    | Dias recon.             | Notas | Ref.          |
| -------- | ------------------------ | ---------------------- | -------------------------------------- | --------------------- | ----------------------- | ----------------------- | ----------------------- | --- | ------------- |
| WWE: NXT |                          |                        |                                        |                       |                         |                         |                         | |               |
| 1        | Adam Cole                | 7 de abril de 2018     | TakeOver: New Orleans                  | Nova Orleans, LA      | 1                       | 133                     | 132                     | Derrotou EC3, Killian Dain, Lars Sullivan, Ricochet e Velveteen Dream em uma luta de escadas de seis homens para se tornar o campeão inaugural. | [ 1 ] [ 2 ]   |
| 2        | Ricochet                 | 18 de agosto de 2018   | TakeOver: Brooklyn 4                   | Brooklyn, NY          | 1                       | 161                     | 161                     | | [ 3 ]         |
| 3        | Johnny Gargano           | 26 de janeiro de 2019  | TakeOver: Phoenix                      | Phoenix, AZ           | 1                       | 4                       | 25                      | A WWE reconhece que o reinado de Gargano terminou em 20 de fevereiro de 2019, quando o episódio seguinte foi ao ar em atraso de fita. | [ 4 ]         |
| 4        | Velveteen Dream          | 30 de janeiro de 2019  | NXT                                    | Winter Park, FL       | 1                       | 231                     | 209                     | A WWE gravou dois finais para a luta, um com a retenção de Gargano e o outro com a vitória de Dream. Este último foi revelado como o verdadeiro resultado quando o episódio foi ao ar em atraso de fita em 20 de fevereiro, data que a WWE reconhece para o reinado de Dream. | [ 5 ]         |
| 5        | Roderick Strong          | 18 de setembro de 2019 | NXT                                    | Winter Park, FL       | 1                       | 126                     | 126                     | | [ 6 ]         |
| 6        | Keith Lee                | 22 de janeiro de 2020  | NXT                                    | Winter Park, FL       | 1                       | 175                     | 181                     | A WWE reconhece que o reinado de Lee terminou em 22 de julho de 2020, quando o episódio em que ele desocupou o título foi ao ar com atraso de fita. | [ 7 ]         |
| —        | Vago                     | 15 de julho de 2020    | NXT                                    | Winter Park, FL       | —                       | —                       | —                       | Keith Lee renunciou voluntariamente ao título duas semanas após vencer o Campeonato do NXT para se concentrar em defender o último. Este episódio foi ao ar em atraso de fita em 22 de julho de 2020.                                                                         | [ 8 ] [ 9 ]   |
| 7        | Damian Priest            | 22 de agosto de 2020   | TakeOver XXX                           | Winter Park, FL       | 1                       | 67                      | 67                      | Derrotou Bronson Reed, Cameron Grimes, Johnny Gargano e Velveteen Dream em uma luta de cinco vias para ganhar o título vago. | [ 10 ]        |
| 8        | Johnny Gargano           | 28 de outubro de 2020  | NXT: Halloween Havoc                   | Orlando, FL           | 2                       | 14                      | 14                      | Esta foi uma luta Devil's Playground. | [ 11 ]        |
| 9        | Leon Ruff                | 11 de novembro de 2020 | NXT                                    | Orlando, FL           | 1                       | 25                      | 25                      | | [ 12 ]        |
| 10       | Johnny Gargano           | 6 de dezembro de 2020  | TakeOver: WarGames                     | Orlando, FL           | 3                       | 163                     | 163                     | Esta foi uma luta de trios, também envolvendo Damian Priest. | [ 13 ]        |
| 11       | Bronson Reed             | 18 de maio de 2021     | NXT                                    | Orlando, FL           | 1                       | 42                      | 41                      | Esta foi uma luta em uma jaula de aço. | [ 14 ]        |
| 12       | Isaiah "Swerve" Scott    | 29 de junho de 2021    | NXT                                    | Orlando, FL           | 1                       | 105                     | 104                     | | [ 15 ]        |
| 13       | Carmelo Hayes            | 12 de outubro de 2021  | NXT 2.0                                | Orlando, FL           | 1                       | 172                     | 172                     | Este foi o cash-in do Torneio Breakout de Hayes. No New Year's Evil em 4 de janeiro de 2022, Hayes derrotou Roderick Strong para unificar o Campeonato dos Pesos-Médios do NXT no Campeonato Norte-Americano do NXT.                                                          | [ 16 ] [ 17 ] |
| 14       | Cameron Grimes           | 2 de abril de 2022     | Stand & Deliver                        | Dallas, TX            | 1                       | 63                      | 63                      | Esta foi uma luta de escadas, também envolvendo Santos Escobar, Solo Sikoa e Grayson Waller. | [ 18 ]        |
| 15       | Carmelo Hayes            | 4 de junho de 2022     | In Your House                          | Orlando, FL           | 2                       | 101                     | 101                     | | [ 19 ]        |
| 16       | Solo Sikoa               | 13 de setembro de 2022 | NXT 2.0: Show de aniversário de um ano | Orlando, FL           | 1                       | 7                       | 6                       | Sikoa substituiu Wes Lee depois que Lee foi ferido por Carmelo Hayes e Trick Williams. | [ 20 ]        |
| —        | Vago                     | 20 de setembro de 2022 | NXT                                    | Orlando, FL           | —                       | —                       | —                       | Shawn Michaels ordenou que Sikoa desocupasse o título, pois ele não estava programado para participar da luta em que conquistou o título. Atualmente, não se sabe quando o segmento foi gravado.                                                                              | [ 21 ]        |
| 17       | Wes Lee                  | 22 de outubro de 2022  | Halloween Havoc                        | Orlando, FL           | 1                       | 269                     | 269                     | Derrotou Carmelo Hayes, Von Wagner, Nathan Frazer e Oro Mensah em uma luta escada de cinco homens pelo título vago. | [ 22 ]        |
| 18       | "Dirty" Dominik Mysterio | 18 de julho de 2023    | NXT                                    | Orlando, FL           | 1                       | 74                      | 73                      | | [ 23 ]        |
| 19       | Trick Williams           | 30 de setembro de 2023 | No Mercy                               | Bakersfield, CA       | 1                       | 3                       | 3                       | Dragon Lee foi o árbitro convidado especial. | [ 24 ]        |
| 20       | "Dirty" Dominik Mysterio | 3 de outubro de 2023   | NXT                                    | Orlando, FL           | 2                       | 67                      | 66                      | | [ 25 ]        |
| 21       | Dragon Lee               | 9 de dezembro de 2023  | Deadline                               | Bridgeport, CT        | 1                       | 31                      | 31                      | | [ 26 ]        |
| 22       | Oba Femi                 | 9 de janeiro de 2024   | NXT                                    | Orlando, FL           | 1                       | 273                     | 273                     | Esta foi a luta de cash-in do contrato do Torneio Breakout de Femi. | [ 27 ]        |
| 23       | Tony D'Angelo            | 8 de outubro de 2024   | NXT                                    | Chesterfield, MO      | 1                       | 147                     | 147                     | | [ 28 ]        |
| 24       | Shawn Spears             | 4 de março de 2025     | NXT                                    | Orlando, FL           | 1                       | 28                      | 27                      | | [ 29 ]        |
| 25       | Ricky Saints             | 1 de abril de 2025     | NXT                                    | Orlando, FL           | 1                       | 56                      | 55                      | | [ 30 ]        |
| 26       | Ethan Page               | 27 de maio de 2025     | NXT                                    | Orlando, FL           | 1                       | 61+                     | 61+                     | | [ 31 ]        |

## Reinados combinados
Em 27 de julho de 2025.
| † | Indica o atual campeão. |

| Pos. | Lutador                  | Nº de reinados | Dias combinados | Dias combinados pela WWE |
| ---- | ------------------------ | -------------- | --------------- | ------------------------ |
| 1    | Oba Femi                 | 1              | 273             | 273                      |
| 2    | Carmelo Hayes            | 2              | 273             | 272                      |
| 3    | Wes Lee                  | 1              | 269             | 269                      |
| 4    | Velveteen Dream          | 1              | 231             | 209                      |
| 5    | Johnny Gargano           | 3              | 181             | 202                      |
| 6    | Keith Lee                | 1              | 175             | 181                      |
| 7    | Ricochet                 | 1              | 161             | 161                      |
| 8    | Tony D'Angelo            | 1              | 147             | 147                      |
| 9    | "Dirty" Dominik Mysterio | 2              | 141             | 139                      |
| 10   | Adam Cole                | 1              | 133             | 132                      |
| 11   | Roderick Strong          | 1              | 126             | 126                      |
| 12   | Isaiah "Swerve" Scott    | 1              | 105             | 104                      |
| 13   | Damian Priest            | 1              | 67              | 67                       |
| 14   | Cameron Grimes           | 1              | 63              | 63                       |
| 15   | Ethan Page †             | 1              | 61+             | 61+                      |
| 16   | Ricky Saints             | 1              | 56              | 55                       |
| 17   | Bronson Reed             | 1              | 42              | 41                       |
| 18   | Dragon Lee               | 1              | 31              | 31                       |
| 19   | Shawn Spears             | 1              | 28              | 27                       |
| 20   | Leon Ruff                | 1              | 25              | 25                       |
| 21   | Solo Sikoa               | 1              | 7               | 6                        |
| 22   | Trick Williams           | 1              | 3               | 3                        |